# Bistum Bangassou
Das Bistum Bangassou (lateinisch Dioecesis Bangassuensis) ist eine römisch-katholische Diözese mit Sitz in Bangassou in der Zentralafrikanischen Republik. Es umfasst die Präfekturen Haut-Mbomou und Mbomou.

## Geschichte
Papst Pius XII. gründete die Apostolische Präfektur Bangassou mit der Apostolischen Konstitution Cum pro certo am 14. Juni 1954 aus Gebietsabtretungen des Apostolischen Vikariats Bangui.
Mit der Apostolischen Konstitution Quod sacri Evangelii wurde sie am 10. Februar 1964 zum Bistum erhoben. Am 18. Dezember 2004 verlor es einen Teil seines Territoriums an das Bistum Alindao.

## Ordinarien

### Apostolische Präfekt von Bangassou
- Martin Bodewes CSSp (1955–1964)

### Bischöfe von Bangassou
- Antoine Marie Maanicus CSSp (10. Februar 1964–21. Dezember 2000)
- Juan-José Aguirre Muñoz MCCJ (seit 21. Dezember 2000)